# Espido Freire
María Laura Espido Freire, de son nom de plume Espido Freire, née le 16 juillet 1974 à Bilbao, est une philologue, écrivaine basque espagnole de langue espagnole.

## Biographie
Après des études classiques de philologie anglaise, titulaire d'un Master d'édition, Espido Freire a publié en 1998 son premier roman Irlanda, qui lui a assuré une aura nationale ainsi que de nombreuses traductions. La version française, traduite par Eva Calveyra, a reçu le prix Millepage. En 1999, lui fut décerné le prestigieux prix Planeta qui en Espagne récompense chaque année un espoir de la littérature espagnole pour son roman Melocotones helados, traduit en français en 2002 aux éditions Actes Sud sous le titre de Pêches glacées. Ses romans ont été traduits en une dizaine de langues. Son style caractéristique est fondé sur une interpolation des temps du récit qui prolonge une tradition forte de la littérature hispanique où la narration fragmentaire se développe en dehors des cadres linéaires attendus.
Au-delà de son œuvre romanesque, elle a consacré un essai remarqué à la question des Mileuristas (2006), ces jeunes Espagnols titulaires de diplômes avancés qui, jusqu'à des âges vénérables, doivent se contenter d'emplois précaires rétribués autour de mille euros mensuels, une somme insuffisante pour se loger dans les centres urbains de la péninsule. Ce phénomène des mileuristes dépendants de leur famille renvoie en France à la fracture générationnelle des générations d'intellectuels précaires ainsi qu'à la question actuelle du déclassement social.
Assurant de nombreuses conférences littéraires tout autour du territoire espagnol, elle enseigne aussi les méthodes de création dans de nombreuses universités. Son goût des apparences et son élégance recherchée suscite régulièrement les polémiques. Son engagement contre les corridas a provoqué en 2010 un débat parlementaire sur l'éventuelle interdiction de cette tradition espagnole pluriséculaire.